# Metaphycus sergueii
Metaphycus sergueii is een vliesvleugelig insect uit de familie Encyrtidae. De wetenschappelijke naam is voor het eerst geldig gepubliceerd in 2003 door Myartseva.